# Diporiphora
Genre
Synonymes
- Caimanops Storr, 1974

Diporiphora est un genre de sauriens de la famille des Agamidae.

## Répartition
Les 22 espèces de ce genre se rencontrent en Australie et en Nouvelle-Guinée.

## Liste des espèces
Selon The Reptile Database (13 janvier 2016) :
- Diporiphora adductus Doughty, Kealley & Melville, 2012
- Diporiphora albilabris Storr, 1974
- Diporiphora ameliae Emmott, Couper, Melville & Chapple, 2012
- Diporiphora amphiboluroides Lucas & Frost, 1902
- Diporiphora arnhemica Storr, 1974
- Diporiphora australis (Steindachner, 1867)
- Diporiphora bennettii (Gray, 1845)
- Diporiphora bilineata Gray, 1842
- Diporiphora convergens Storr, 1974
- Diporiphora lalliae Storr, 1974
- Diporiphora linga Houston, 1977
- Diporiphora magna Storr, 1974
- Diporiphora margaretae Storr, 1974
- Diporiphora nobbi (Witten, 1972)
- Diporiphora paraconvergens Doughty, Kealley & Melville, 2012
- Diporiphora phaeospinosa Edwards & Melville, 2011
- Diporiphora pindan Storr, 1980
- Diporiphora reginae Glauert, 1959
- Diporiphora superba Storr, 1974
- Diporiphora valens Storr, 1980
- Diporiphora vescus Doughty, Kealley & Melville, 2012
- Diporiphora winneckei Lucas & Frost, 1896

## Publication originale
- Gray, 1842 : Description of some hitherto unrecorded species of Australian reptiles and batrachians. Zoological Miscellany, vol. 2, p. 51-57 (texte intégral).